# سوربو
سوربو (به ایتالیایی: Surbo) یک کومونه در ایتالیا است که در استان لچه واقع شده‌است.

## خصوصیات
سوربو ۲۰ کیلومترمربع مساحت و ۱۴٬۴۹۴ نفر جمعیت دارد و ۵۵ متر بالاتر از سطح دریا واقع شده‌است.